# 공산성 광복루
공산성 광복루(公山城 光復樓)는 대한민국 충청남도 공주시 금성동, 공산성에 있는 조선시대의 건축물이다. 1984년 5월 17일 충청남도의 문화재자료 제50호로 지정되었다.

## 개요
공산성 안에서 군사가 주둔하던 중군영(中軍營)의 문이었으나 광복 이후 8·15해방을 기리는 뜻으로 광복루라 불렀다.
광복루는 원래 공산성의 북문인 공북루 옆에 있던 것을 현 위치로 옮기고 웅심각이라 불렀는데, 1946년에 백범 김구와 성재 이시영이 이곳에 와서 나라를 다시 찾았다는 뜻을 기리고자 고쳐 부르게 되었다고 한다.
앞면 3칸·옆면 2칸 규모의 2층 누각으로 모든 면이 개방되어 있으며, 왼쪽에는 오르내릴 수 있도록 층계를 만들어 두었다. 지붕은 옆에서 볼 때 여덟 팔(八)자 모양인 팔작지붕으로 꾸몄다.

## 현지 안내문
원래 공산성 내에 주둔한 군대를 지휘하던 중군영(中軍營)의 문루이다. 일제 침략기 초에 일제가 공산성의 북쪽 문인 공북루(拱北樓) 옆에 있는 문루를 이 곳으로 옮기고 웅심각(雄心閣) 또는 해상루(海桑樓)라 하였다. 1946년 4월에 김구 선생과 이시영 선생이 와서 나라를 다시 찾았음을 기리고자 광복이라 하여 광복루로 고쳐 오늘에 이르고 있다.

## 참고 자료
- 공산성 광복루 - 국가유산청 국가유산포털